# Дадхикра
Дадхикра (др.-инд. Dadhikrā — вероятно, «разбрызгивающий кислое молоко») — в ведийской мифологии: конь царя Трасадасью.
Дадхикра считается самым знаменитым среди мифических коней, которые обычно лишены собственного имени. В «Найгхантуке» имя Дадхикры является синонимом коня вообще. В «Ригведе» ему посвящено 4 гимна. К тому же он время от времени упоминается и в других местах.
Дадхикра представлялся победоносным боевым конем, ему была свойственна исключительная скорость. Не зря источники уподобляют его ветру и птице. В «Ригведе» он прямо назван орлом. В другом месте «Ригведы» о нем говорилось как о ханса (род лебедя), обитающем среди света.
Боги Митра и Варуна подарили Дадхикру Пуру, родоначальнику Пауравов, таким образом они дали его людям как знак благословения смертным. В источниках говорится, что Дадхикра принадлежал всем племенам, он сплачивал все пять племён силой, как Сурья. Считалось, что он наблюдал за племенными сходками. Дадхикру описывали также как героя, победившего дасью. Он сражался с тысячами и враги бежали в страхе перед ним, как перед раскатами грома. Племена во время споров и ссор призывали его. Вместе с тем считалось, что он готовил путь певцам, снабжая их сладкой речью.
Дадхикра восхвалялся и призывался, когда на заре возжигался огонь-Агни. Его призывали вместе с Ушас, реже с Ашвинами и Сурьей, а в ряде случаев и с другими божествами. Но во всех этих случаях к Дадхикре обращались к первому. У исследователей есть все основания относить его к числу солярных зооморфных божеств. Именно этим обстоятельством объясняются его сходство с Ушас. Так, мотив «разбрызгивания кислого молока», скрытый в самом имени Дадхикры, может, как думают ученые, намекать на появление росы или инея на рассвете перед восходом солнца. Несомненна связь Дадхикры с Дадхьянчем.
Иногда в источниках выступает расширенная форма имени Дадхикры — Дадхикраван.